# Charlotte Rohlin
Barbro Charlotte Rohlin (Linköping, 2 dicembre 1980) è un'ex calciatrice svedese, di ruolo difensore.
Durante la sua ventennale carriera semiprofessionistica ha giocato esclusivamente per il Linköping, società della sua città natale, con il quale conquistato un titolo di Campione di Svezia, quattro Coppe di Svezia e due Supercoppe e al termine della stagione di 2015 ha deciso di ritirarsi dal calcio giocato. Per otto anni, tra il 2007 e il 2015, ha inoltre indossato la maglia della nazionale svedese con la quale, nel Mondiale di Germania 2011, ha conquistato un terzo posto.

## Palmarès

### Club
- Damallsvenskan: 1

Linköpings: 2009
- Svenska Cupen damer: 4

Linköpings: 2006, 2008, 2009, 2013-2014
- Supercupen damer: 4

Linköpings: 2010, 2011